# Puertormensis virgina
Puertormensis virgina är en insektsart som först beskrevs av Caldwell och Martorell 1951.  Puertormensis virgina ingår i släktet Puertormensis och familjen Flatidae. Inga underarter finns listade i Catalogue of Life.